# Schipborg
Schipborg is een plaats in het noordwesten van de gemeente Aa en Hunze, in de Nederlandse provincie Drenthe. Oorspronkelijk heette de plaats Borck, maar sinds het midden van de zeventiende eeuw heeft de plaats haar huidige naam.

## Geografie

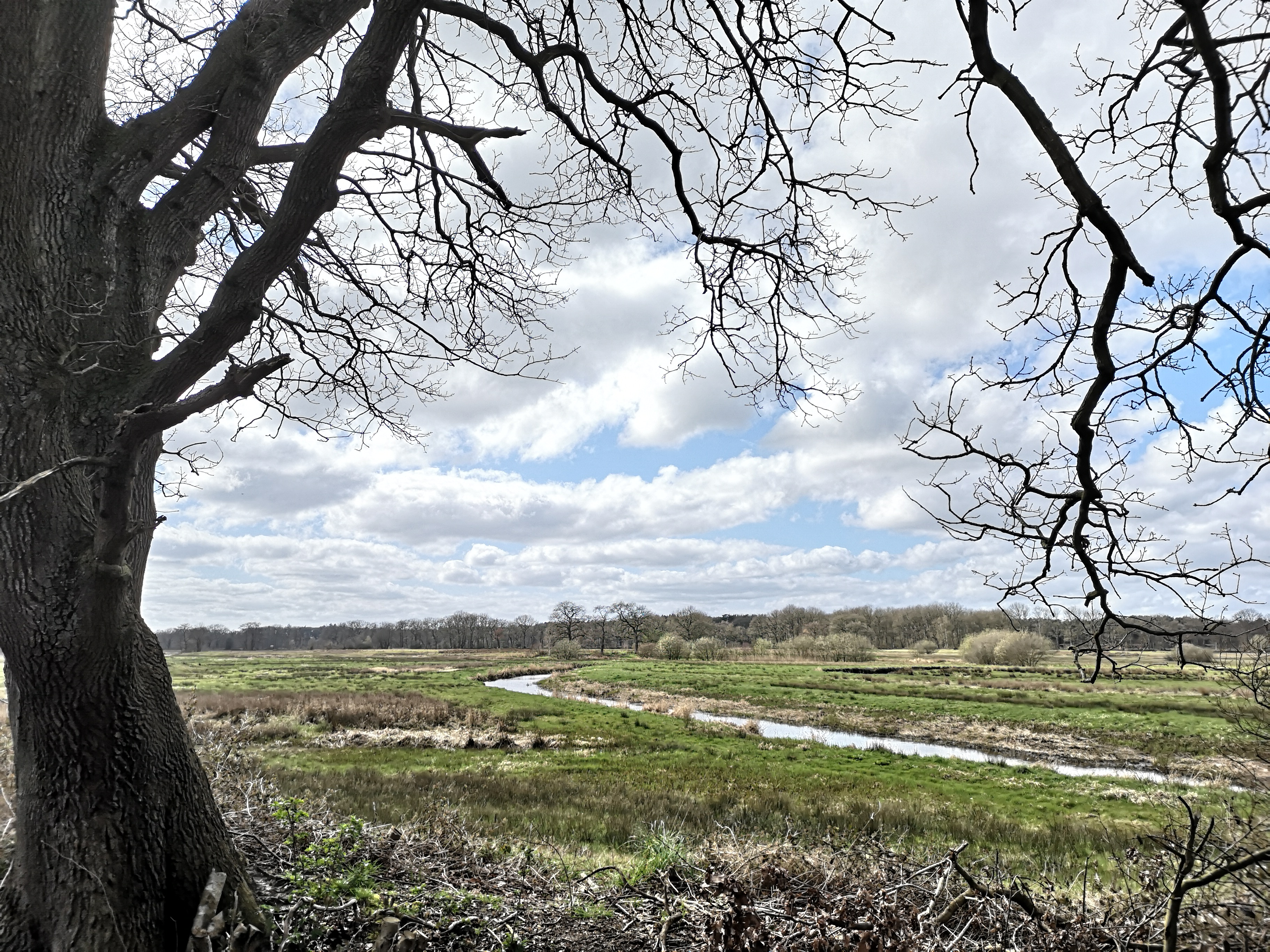
Stroomdal van de Drentsche Aa bij Schipborg

Schipborg ligt ten zuiden van de Zuidlarense wijk Westlaren, ten oosten van Zeegse, ten noorden van Anloo en ten westen van de Zuidlarense wijken Schuilingsoord en Zuides. Het dorp bevindt zich aan de oostelijke rand van het stroomdallandschap van de Drentsche Aa. Het gelijknamige café, waar het Pieterpad langs loopt, bevindt zich aan de rand van Schipborg. Ten zuiden van het dorp, richting Anloo, bevindt zich de Kymmelsberg, een heuvel van stuifzand.

## Cultuur

### Bezienswaardigheden
Ongeveer 1½ km ten zuiden van het dorp ligt op de overgang van het natuurgebied De Strubben-Kniphorstbos en het stroomdallandschap van de Drentsche Aa de monumentale boerderij De Schipborg, ontworpen door de architect Berlage in opdracht van Helene Kröller-Müller.
In de omgeving van Schipborg ligt het hunebed D7.

### Evenementen
In het eerste weekend van juli wordt in Schipborg het FestiValderAa gehouden.

## Bekende Schipborgenaren
- Jan Dijkema (1944), politicus en sportbestuurder
- Alfred Hafkenscheid (1936), kunstschilder
- Luuk Jans (1992), e-sporter

## Zie ook

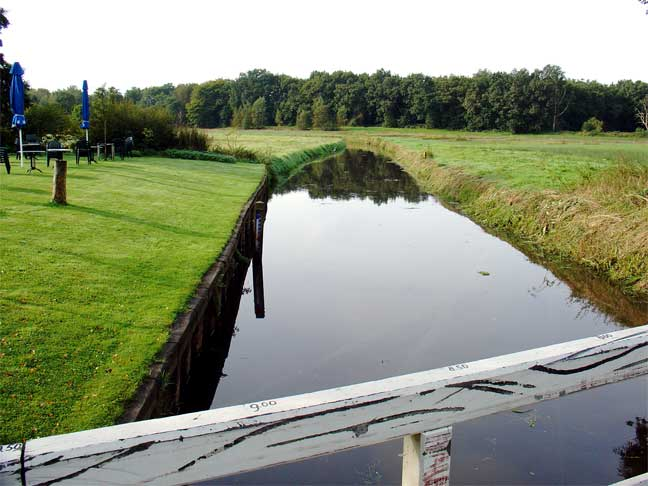
De Drentse Aa bij het gelijknamige café
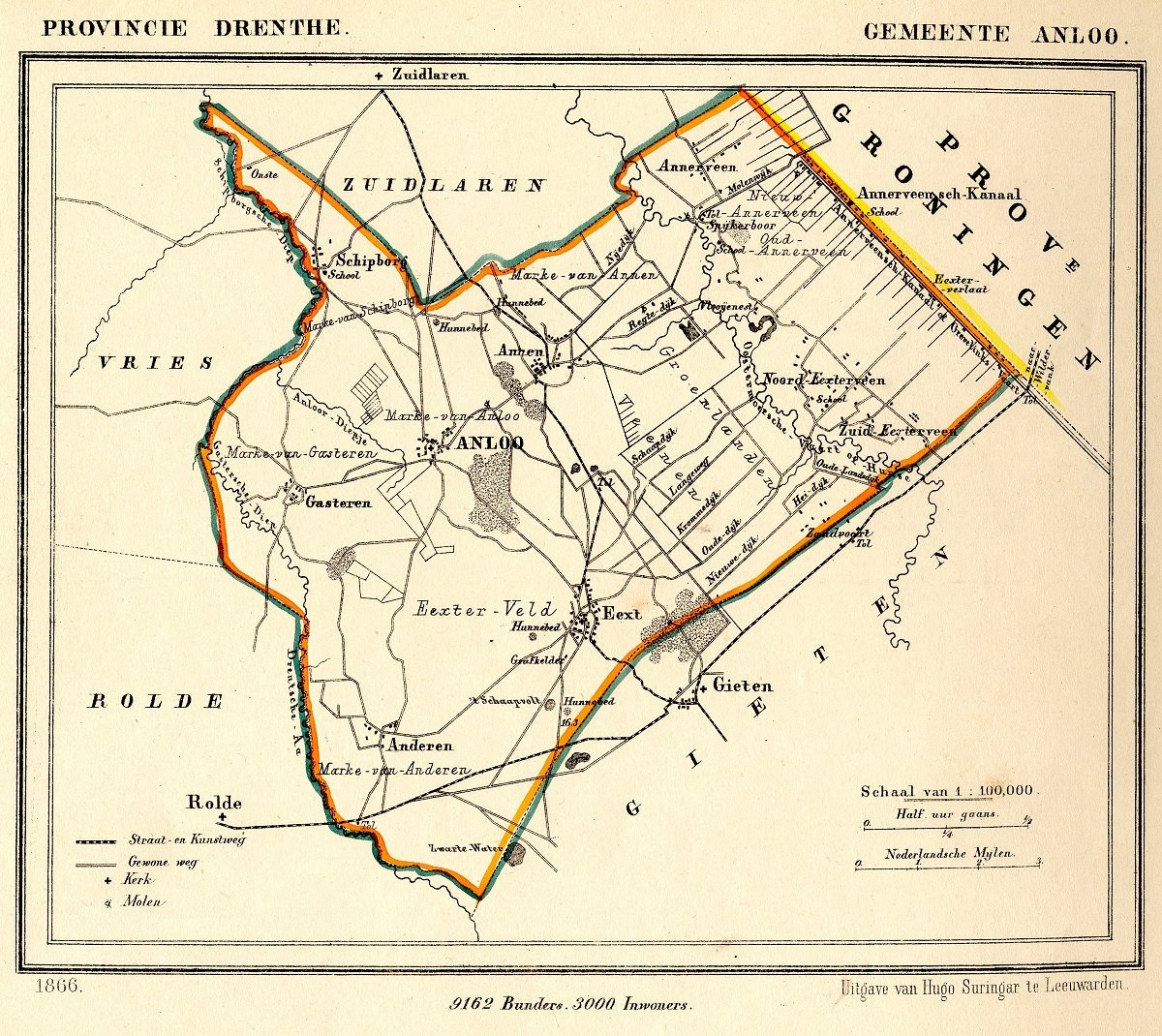
Schipborg op een kaart van de voormalige gemeente Anloo uit 1866 (Jacob Kuyper)
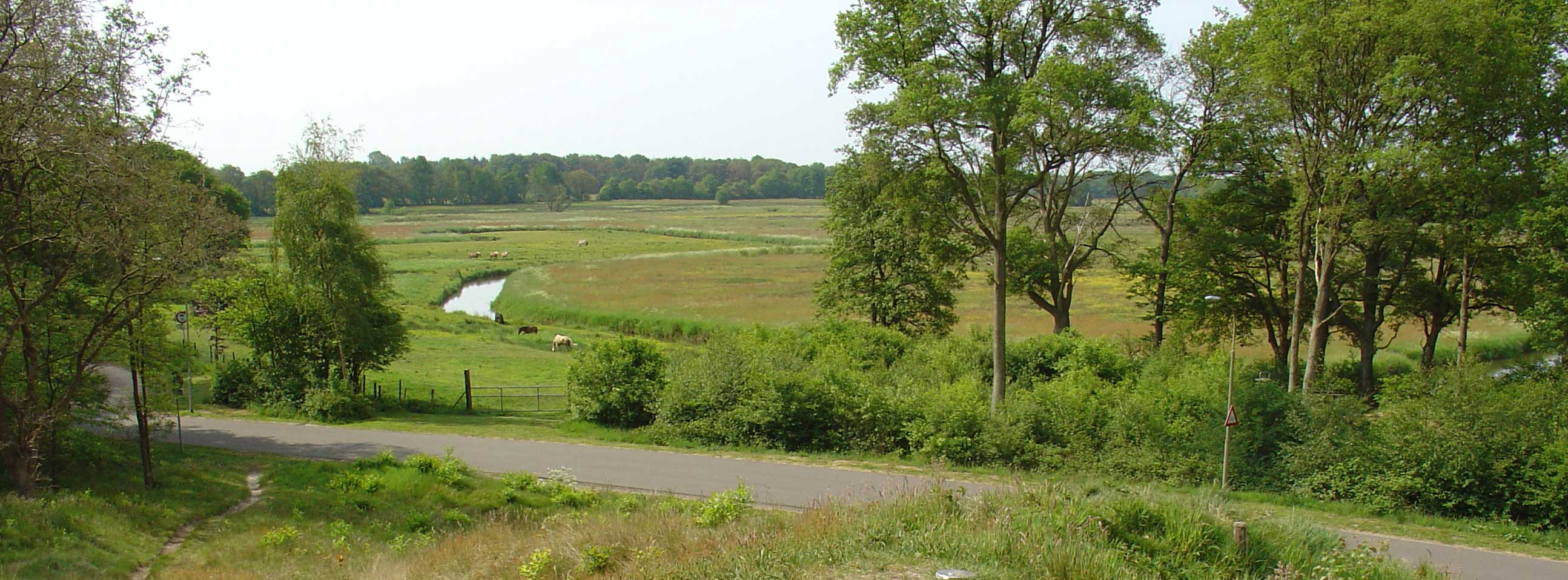
Uitzicht op het stroomdal van de Drentsche Aa (Schipborgsche Diep) vanaf de Kymmelsberg
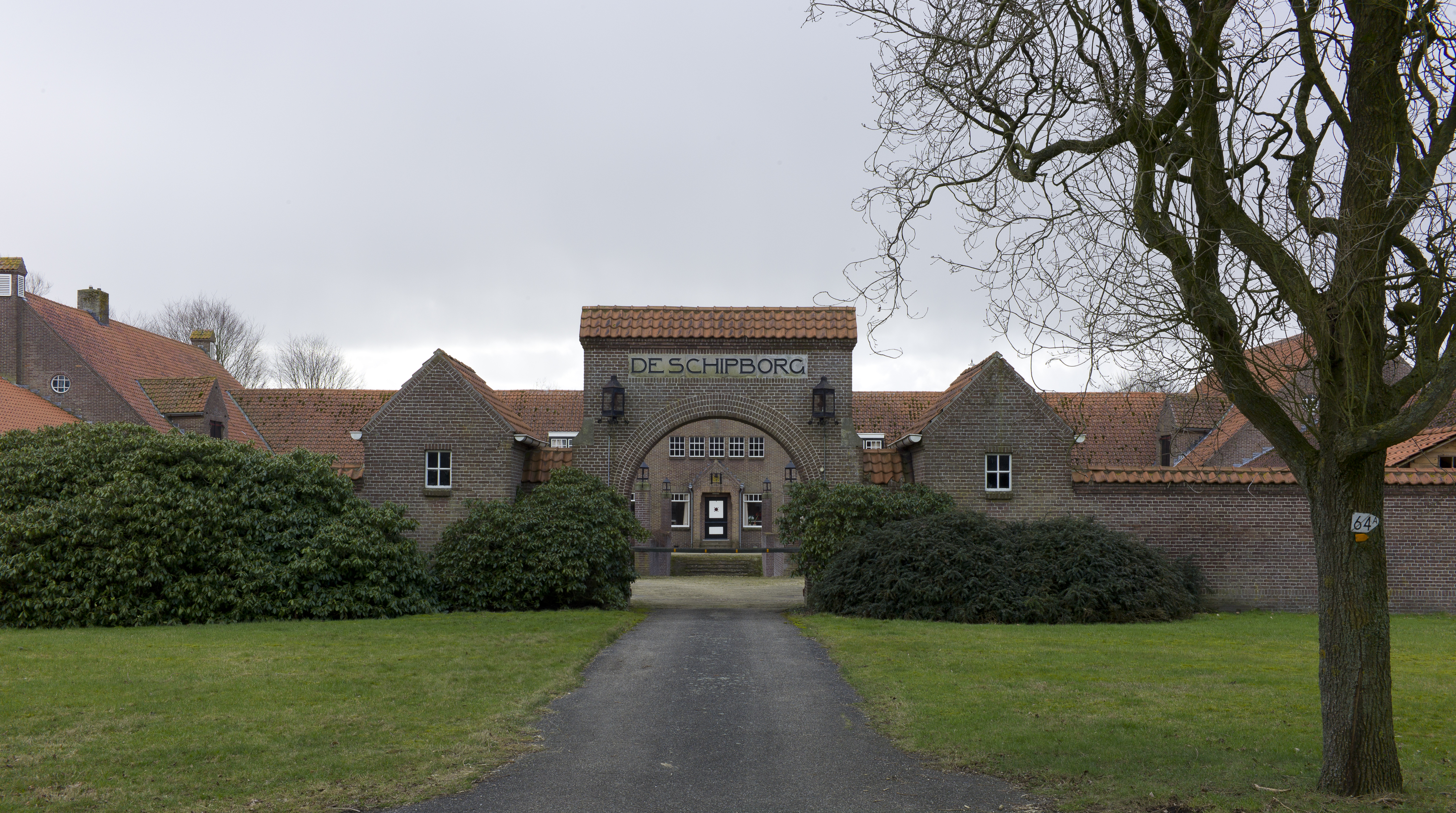
De Schipborg
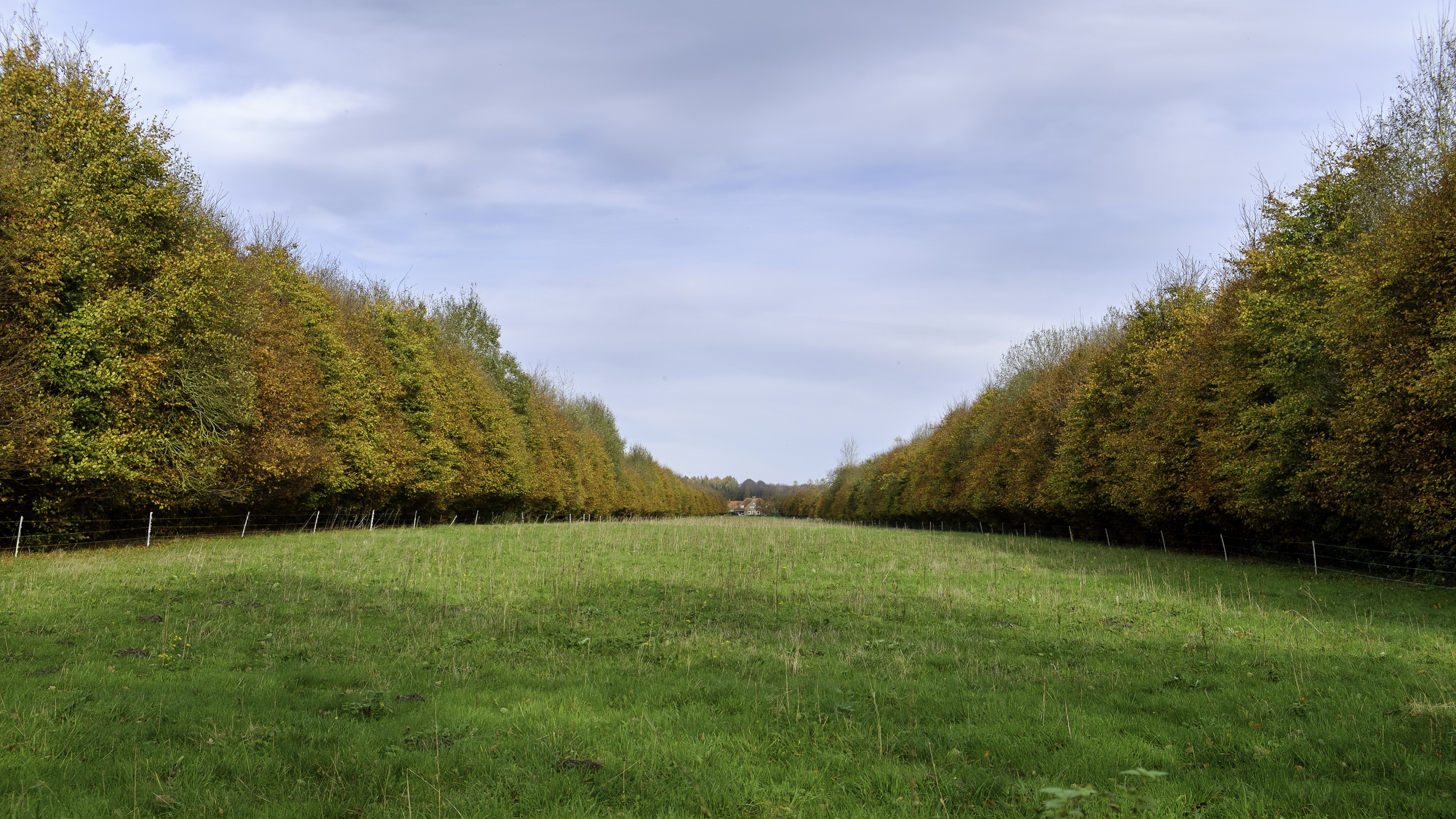
Zichtas richting De Schipborg